# Yassine Bounou
Yassine Bounou (em árabe: ياسين بونو; em bérbere: ⵢⴰⵙⵉⵏ ⴱⵓⵏⵓ;, Montreal, 5 de abril de 1991), mais conhecido como Bono, é um futebolista profissional marroquino nascido no Canadá que atua como goleiro. Atualmente joga no Al-Hilal.

## Carreira

### Wydad Casablanca
Bouno se profissionalizou no Wydad Casablanca, onde passou seu tempo de categoria de base, el mudou para o time principal em 2010, aos dezenove anos, como segundo goleiro.
Em 12 de novembro de 2011, Yassine Bounou começou sua primeira partida com a equipe principal do Wydad na frente de 80.000 torcedores  pela Liga dos Campeões no Estádio Olímpico de Radès contra o Esperance de Túnis, após a lesão de Lamyaghri.

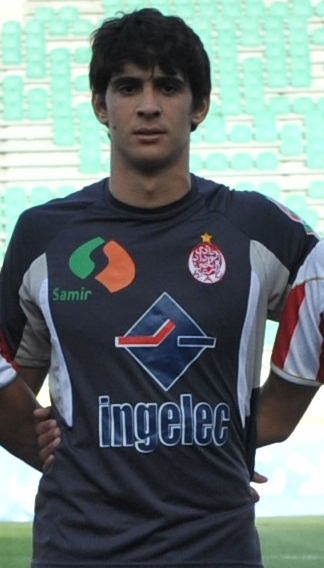
Bono com o Wydad Casablanca em 2012

### Atlético de Madrid
O Atlético de Madrid notou-o depois de participar num torneio em Toulon e acabou assinando com Bouno, em 15 de junho de 2012, por um ano com em troca de € 360.000, com opção por mais dois anos, embora para todos os efeitos tenha sido jogador do apenas do Atlético de Madrid B.Ele fez sua estreia na equipe principal em 24 de julho de 2014, em uma vitória amistosa de pré-temporada por 1-0 contra o Numancia.

### Zaragoza
Em 1 de setembro de 2014, Yassine Bounou foi emprestado por uma temporada ao  Zaragoza. Ele jogou sua primeira partida da temporada 2014-15 em 11 de janeiro de 2015 contra o Las Palmas (derrota por 5-3).
Em 23 de julho de 2015, Bounou assinou com o Zaragoza, novamente em um contrato de empréstimo de um ano.

### Girona
Em 12 de julho de 2016, Bounou se transferiu e assinou um contrato de três anos com o Girona. Ele jogou sua primeira partida da temporada 2016-2017 em 21 de agosto de 2016 contra o Sevilla Atlético na Segunda Divisão (empate, 3-3). Em janeiro de 2019, já titular do clube da primeira divisão, ele estendeu seu contrato até junho de 2021.[carece de fontes?]

### Sevilla
Em 2 de setembro de 2019, o Sevilla contratou Bouno por empréstimo, com opção de compra, até o final da temporada. Ele fez sua estreia em uma partida da UEFA Europa League contra o APOEL.
Em fevereiro de 2021, Bounou fez história no clube após não sofrer gols por 528 minutos em La Liga superando o recorde de 516 minutos de Beto alcançado em 2015. No dia 21 de março de 2021, Bouno se tornou o primeiro goleiro na história do Sevilla a marcar um gol no Campeonato Espanhol.
No ano de 2021, Bounou manteve 32 clean sheets em 59 jogos por clube e país, o maior número para qualquer goleiro nas cinco principais ligas da Europa. Bono encerrou sua passagem pelo Sevilla em que fez 142 jogos, manteve 58 clean sheets, ele destacou-se com letras douradas, já que foi o principal arquiteto na conquista das duas últimas Ligas Europa, além de ter contribuído para as quatro qualificações consecutivas para a Liga dos Campeões, três por via da Liga, na qual conquistou o Troféu Zamora da temporada 2021-22.

### Al-Hilal
Em 17 de agosto de 2023, Bono assinou contrato de três anos com o Al Hilal, clube sediado em Riad. Em 2023, Bounou foi indicado para a Bola de Ouro de 2023 e para o prêmio The Best FIFA Football Awards 2023. Em 30 de outubro de 2023, Bounou foi classificado em 13º lugar na Bola de Ouro de 2023 e ficou em 3º lugar no Troféu Yashin de 2023. Em 1º de novembro de 2023, Bounou foi nomeado para os prêmios Jogador Africano do Ano de 2023 e Goleiro Africano do Ano de 2023 pela CAF. Em 11 de dezembro de 2023, Bono foi eleito o melhor goleiro da África pela CAF.

## Seleção Marroquina
Yassine Bounou fez parte do elenco da Seleção Marroquina de Futebol nas Olimpíadas de 2012. Em 14 de agosto de 2013, Bounou foi convocado para a seleção principal para um amistoso contra Burkina Faso. Em sua composição, o goleiro fez sua estreia no dia seguinte, jogando todo o segundo tempo da partida.
Bono foi um dos melhores goleiros da Copa do Mundo de 2022, na partida das oitavas de final disputada em 6 de dezembro contra a Espanha, dado o 0 a 0 com o qual a prorrogação havia terminado, na loteria dos pênaltis o goleiro neutraliza duas tentativas em três, batidas por Busquets e Soler classificando-se com sua seleção para quartas de final de uma Copa do Mundo pela primeira vez em sua história. Assim, também contribuiu significativamente para o sucesso do jogo seguinte, no qual Marrocos derrotou Portugal por 1-0 e se tornou a primeira seleção africana a chegar às semifinais de uma Copa do Mundo. Após o quarto lugar obtido no final da competição, em dezembro seguinte, Bono e o resto da rosa marroquina foram agraciados com a Ordem do Trono durante uma recepção no Palácio Real em Rabat.

## Títulos
Sevilla
- Liga Europa da UEFA: 2019–20, 2022–23

Al-Hilal
- Supercopa da Arábia Saudita: 2023, 2024
- Campeonato Saudita: 2023–24
- Copa do Rei: 2023–24

### Prêmios individuais
- Troféu Zamora: 2021–22[28]
- Equipe ideal da Liga Europa da UEFA: 2019–20,2022–23[29]
- Melhor Jogador Africano da La Liga: 2021–22